# 1329 Еліан
1329 Еліан (1329 Eliane) — астероїд головного поясу, відкритий 23 березня 1933 року.
Тіссеранів параметр щодо Юпітера — 3,340.